# Monasterio de San Daniel (Gerona)
El monasterio de San Daniel (en catalán: monestir de Sant Daniel) es un monasterio de monjas benedictinas cuya historia se remonta a la Edad Media. Todavía cuenta con una comunidad activa de religiosas, siendo el único colectivo de la orden de San Benito en Cataluña que permanece en el mismo lugar de su fundación.
Está situado en el barrio de San Daniel, al noreste de Gerona (España) a unos 10 minutos en coche del centro de la ciudad.

## Historia

### Orígenes
Anteriormente, en el mismo lugar donde está situado el actual monasterio ya existía una pequeña iglesia dedicada a San Salvador y San Daniel, que según cuenta la tradición, fue decapitado en Arlés durante la invasión árabe en el año 888. Sus discípulos huyeron con los restos mortales del santo hacia el sur, enterrándolo en Vall Tenebrosa, lugar donde poco después empezaron la edificación de la iglesia para venerale.

### Fundación
Los primeros pergaminos que posee el monasterio en sus archivos, datan del 16 de junio de 1015, cuando la condesa Ermesenda y Ramón Borrell, compraron al obispo de la diócesis de Gerona, Pere Roger, la pequeña iglesia y las tierras colindantes con el fin de fundar en ese lugar un monasterio femenino. El precio que pagaron los condes fue cien onzas de oro puro más cuatro mujadas de tierra situadas en el Mercadal de Gerona. El trato benefició ambas partes, puesto que el obispado proyectaba reparar la Catedral de Gerona, que según especifican los pergaminos, padecía de graves problemas de permeabilidad, llegando incluso a no poder celebrar el culto en días tempestuosos.
El 15 de marzo de 1018, la condesa Ermesenda, entonces viuda, firmó junto a su hijo Berenguer Ramón I la donación de las tierras a la comunidad, considerándose el acta oficial de fundación.
Pronto el cenobio se convirtió en el lugar preferido por las jóvenes de las familias adineradas de la comarca que querían servir a Dios. En 1342 la comunidad era de 20 monjas. En el siglo XV la Santa Sede anexó al monasterio de San Daniel a los prioratos benedictinos de Santa María del Mar de Calonge (1424), a Santa Margarita del Prat de Rosas (1447) y al priorato de Valldemira (1550), cerca de Hostalrich (La Selva).

### Épocas difíciles

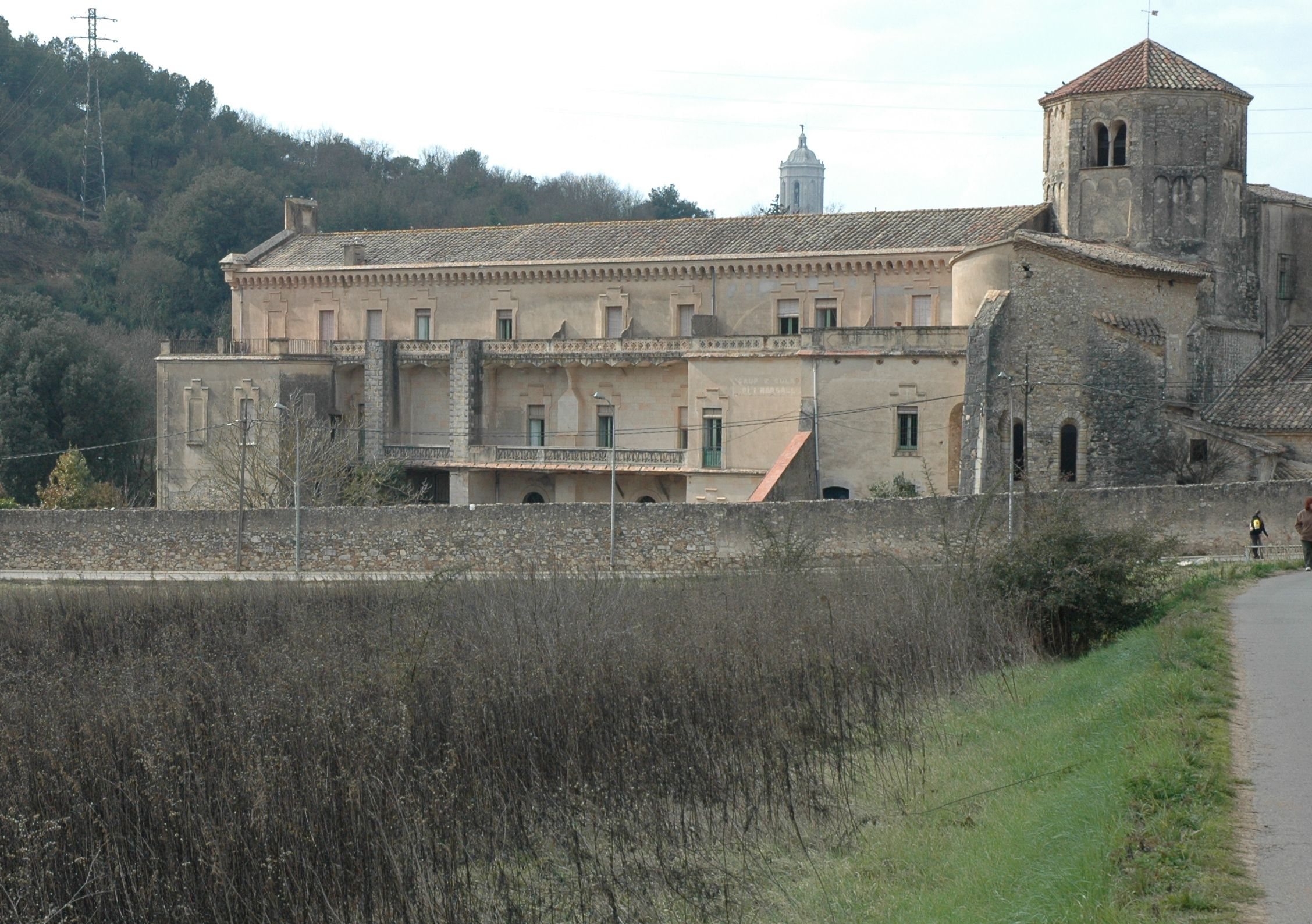
Vista general

En varias ocasiones, la comunidad tuvo que abandonar el monasterio debido a las guerras y a la localización poco favorable del monasterio, situado fuera de la protección de los muros de la ciudad.
- En 1640, durante la Guerra dels Segadors, la comunidad tuvo que refugiarse en las casas del Adiaconat del Ampurdán.
- Mientras duró la Guerra de la Convención (1793-1795), la comunidad tuvo que refugiarse casi un año en el monasterio de San Antón y Santa Clara de Barcelona, puesto que las tropas francesas se habían hecho con el control de Figueras y seguían avanzando, hecho que llevó al obispo a dar la orden a todas las comunidades de dejar la ciudad el 30 de noviembre de 1794. Durante ese tiempo, el monasterio fue utilizado como cuartel. Al finalizar la contienda en 1795, la comunidad pudo volver al monasterio que hallaron medio destruido debido a un incendio.
- Durante la Guerra de la Independencia Española (1808-1814), la comunidad tuvo que refugiarse otra vez dentro de la ciudad. Durante ese tiempo, el monasterio sirvió como cuartel y hospital militar. Antes de finalizar la guerra, el monasterio fue víctima de otro incendio aún más voraz que el anterior, dejando únicamente en pie la iglesia y el claustro. Hasta 1819, tuvieron que vivir y hacer vida comunitaria en una casa de alquiler hasta tener lo mínimo necesario reconstruido del monasterio.
- Durante la guerra civil española (1936-1939), la comunidad fue desalojada para poder usar las instalaciones como escuela bajo el nombre "Pi y Maragall" y como vivienda para los refugiados de guerra. Al finalizar el conflicto, el monasterio quedó bajo control militar hasta 1940, cuando fue devuelto a la comunidad.

## Arquitectura

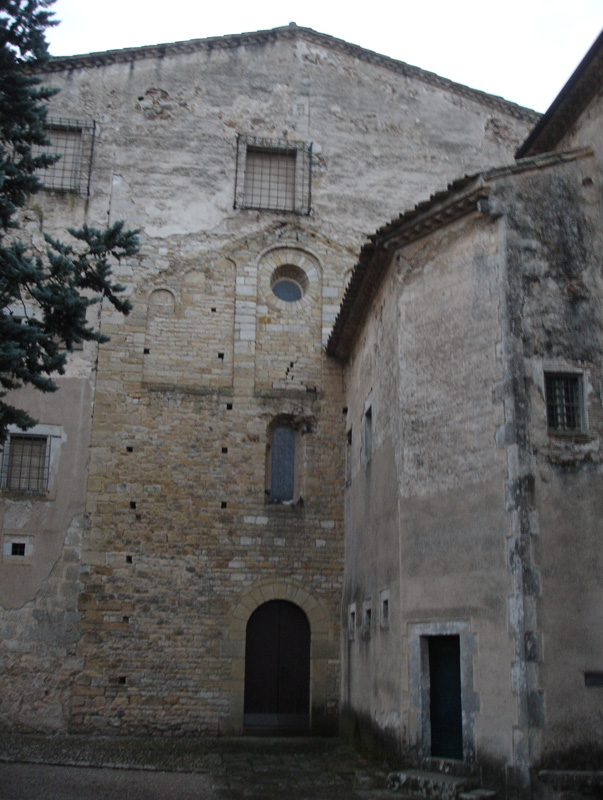
Detalle de la ampliación que ha sufrido a lo largo del tiempo

Queda muy poco del edificio original. Los restos de mayor antigüedad son los que conforman el cuerpo central de la iglesia. Son restos correspondientes a una reforma realizada en el siglo XII. 

### La iglesia
En su origen, la iglesia era una réplica un poco mayor de la iglesia del monasterio de San Pedro de Galligans con un cimborrio y un ábside central muy parecidos. La de san Daniel tenía, sin embargo, crucero, dándole así planta de cruz griega. La bóveda primitiva de la iglesia ha desaparecido. La fachada fue ampliada aunque aún puede verse la más antigua en el centro. La primitiva portalada se sustituyó en el siglo XV.

### El claustro
El claustro es de dos pisos. El piso inferior está datado en el siglo XIII mientras que el superior es del XV. Tiene forma rectangular, con dos galerías el doble de largas que las otras. La decoración inferior es románica. Presenta columnas dobles con capiteles de estilo corintio. El superior es mucho más simple y de estilo gótico.

### El sepulcro de San Daniel
En el templo se encuentra una pequeña cripta en la que se veneran los restos del mártir Daniel que llegaron, según la tradición, desde Arlés. El cuerpo se encuentra dentro de un sarcófago de estilo gótico de alabastro cromado, realizado por el escultor Aloi de Montbrai en 1345, por orden del obispo Arnau de Montrodon. En la parte superior, aparece la figura del santo, mientras que en los laterales se observan seis escenas esculpidas relevantes de su vida.

### Escultórico de alabastro
El grupo escultórico de alabastro no se ha podido determinar la fecha ni origen, sin embargo, el marcado estilo y características indican que estaría comprendido entre los períodos gótico y renacentista.
El conjunto está formado por cinco figuras humanas, aunque todo indica que falta una figura central, que podría ser un Cristo yacente. Las que sí se pueden apreciar son la Virgen, las treas Marías y San Juan Evangelista.

## Abaciologio
Los documentos históricos del monasterio muestran el abaciologio casi por completo, existiendo algunas lagunas hasta el año 1548. La primera abadesa documentada es Bonafilla, casi diez años después de la fundación.
| Año(s)      | Abadesas                                                                                      |
| ----------- | --------------------------------------------------------------------------------------------- |
| 1028        | Bonafilla                                                                                     |
| 1045        | Ermengarda                                                                                    |
| 1067-1089   | Arsinda                                                                                       |
| 1094-1099   | Adaleidis                                                                                     |
| 1120-1142   | Ermesenda                                                                                     |
| 1154        | Botarella                                                                                     |
| 1156-1171   | Ermesenda                                                                                     |
| 1173-1196   | Maria                                                                                         |
| 1197-1240   | Agnès                                                                                         |
| 1243-1253   | Berenguera de Palera                                                                          |
| 1255-1283   | Berenguera de Palagret                                                                        |
| 1283-1292   | Cecília de Foxà                                                                               |
| 1295        | Agnès de Soler (priora con facultades de gobierno desde 1292)                                 |
| 1298-1308   | Ermengarda de Vilanova                                                                        |
| 1307-1333   | Beatriu de Cabrera                                                                            |
| 1333-1345   | Beatriu de Garriga                                                                            |
| 1345-1363   | Elisenda d'Alquer                                                                             |
| 1363-1377   | Ermesenda de Trilla                                                                           |
| 1379-1392   | Gueraua de Blanes                                                                             |
| 1392-1399   | Sibil·la de Vilamarí                                                                          |
| 1401-1405   | Alamanda de Güell                                                                             |
| 1406-1407   | (vacante)                                                                                     |
| ¿1407-1409? | Ermessenda de Foxà                                                                            |
| 1409-1412   | Ermessenda de Montpalau                                                                       |
| 1412-1420   | Constança de Cruïlles                                                                         |
| 1421-1431   | Ermessenda de Vilamarí                                                                        |
| 1432-1458   | Francesca de Palau                                                                            |
| 1459-1466   | Beatriu de Pau                                                                                |
| 1480-1507   | Violant Xatmar                                                                                |
| 1510-1525   | Violant de Biure                                                                              |
| 1532-1547   | Beatriu d'Alemany                                                                             |
| 1548        | Joana Sarriera                                                                                |
| 1548-1572   | Isabel d'Alemany                                                                              |
| 1572-1575   | Joana des Catllar                                                                             |
| 1575-1578   | (vacante)                                                                                     |
| 1578-1610   | Joana de Copons                                                                               |
| 1610-1615   | Anna de Cruïlles                                                                              |
| 1615-1623   | Contesina de Sant Celoni                                                                      |
| 1624-1625   | Maria d'Olmera                                                                                |
| 1625-1644   | Dionísia de Sant Celoni                                                                       |
| 1644-1647   | Aldonça Jultrú                                                                                |
| 1647-1660   | Cecília de Miró                                                                               |
| 1661-1666   | Marianna de Raset                                                                             |
| 1666-1673   | Isabel de Caramany                                                                            |
| 1673-1677   | Margarida de Copons                                                                           |
| 1677-1696   | Maria de Lanuça de Rocabertí                                                                  |
| 1696-1705   | Àngela de Bas                                                                                 |
| 1706-1718   | Joana de Sandionís Pol                                                                        |
| 1718-1736   | Teresa de Lanuça Oms                                                                          |
| 1736-1750   | Agnès de Lanuça Oms                                                                           |
| 1751-1768   | Elionor de Farnés de Marimon                                                                  |
| 1768-1777   | Maria Rosa de Prat de Tord                                                                    |
| 1777-1794   | Atònia de Tord de Prat                                                                        |
| 1795-1797   | Rafaela de Prats de Ferrer                                                                    |
| 1797-1808   | Marianna de Font de Camprodon                                                                 |
| 1808-1814   | (vacante, debido a la Guerra de la Independencia Española)                                    |
| 1815-1824   | Marianna de Camps de Font                                                                     |
| 1824-1847   | Ignàsia de Manresa d'Asprer                                                                   |
| 1848-1854   | Caterina Pou Adroher                                                                          |
| 1854-1870   | Maria Gràcia Quintana de Ferrer                                                               |
| 1870-1895   | Carme Albert Xauet                                                                            |
| 1895-1900   | Maria Motger Aulet                                                                            |
| 1900-1936   | Assumpció Cols Verdaguer                                                                      |
| 1936-1939   | (vacante, debido a la Guerra Civil Española)                                                  |
| 1939-1960   | Carme Poch Noguera                                                                            |
| 1960-1996   | Maria Caterina Torra Miró (priora, administradora desde 1952 por jubilación de M. Carme Poch) |
| 1996        | Maria Àngels Gener Huix                                                                       |